# Armed & Dangerous
| Сводный рейтинг       | Сводный рейтинг | Сводный рейтинг |
| Издание               | Оценка          | Оценка          |
| Издание               | PC              | Xbox            |
| --------------------- | --------------- | --------------- |
| GameRankings          | 76,17 %         | 77,10 %         |
| Metacritic            | 78 из 100       | 78 из 100       |
| Иноязычные издания    |                 |                 |
| Издание               | Оценка          | Оценка          |
| Издание               | PC              | Xbox            |
| GameSpot              | 7,3 из 10       |                 |
| GameSpy               | [ 6 ]           | [ 7 ]           |
| IGN                   | 83 из 100       |                 |
| Русскоязычные издания |                 |                 |
| Издание               | Оценка          | Оценка          |
| Издание               | PC              | Xbox            |
| Absolute Games        | 61 %            |                 |
| «Домашний ПК»         | [ 10 ]          |                 |
| «Страна игр»          | 7,5 из 10       |                 |

Armed & Dangerous — юмористическая компьютерная игра в жанре шутера от третьего лица, разработанная Planet Moon Studios и изданная LucasArts в 2003 году. Игра отличается свойственными студии безумным миром, юмором «на грани», часто крайне необычным вооружением (вроде пушки с акулой), в каком-то смысле продолжая традиции таких боевиков, как MDK и Giants: Citizen Kabuto.
В России официально не издавалась, но была неофициально локализована компанией «Фаргус Мультимедия».

## Предыстория
Игра начинается резко, не представляя игроку ни окружающего мира, ни главных действующих лиц. Вся эта информация содержится в руководстве к игре.
Действие происходит в мире Милолы, где существует четыре региона: сельскохозяйственный Мидден, шахтерский Скотланд, в котором живут люди-кроты, населенный магами остров Армортия, и технологичный Фордж. Регионы торговали друг с другом чаем, углём и луком, благодаря чему в стране поддерживался мир и порядок. Однако на королей Форджа пало проклятие, из-за чего одно поколение правителей становилось злыми гениями, а следующее за ним — добродушными дурачками. И так далее. В итоге Фордж постоянно воевал с соседями, периодически теряя завоеванное из-за того, что к власти приходили добрые дурачки. В конце концов соседи решили отгородиться от него стеной с воротами, запертыми на ключ, который отдали Госпоже Пруда, которая не должна никому их отдавать. Благодаря этому короли Форджа умерили свой пыл: у умных не хватало угля для промышленности, а глупые просто не могли преодолеть стену.
К сожалению, 30 лет назад король Форджа представил новое изобретение — приводимый в действие водой двигатель, что решило проблему нехватки ресурсов. Благодаря ему и новым разработкам (включающим дроидов Q1-11) Фордж покорил другие страны. Предатели среди магов раскрыли королю тайну Книги Власти. Король потребовал эту книгу у властителей осажденной столицы Армортии, но придворный чародей Рексус сбежал вместе с ней. Однако один из величайших волшебников, мудрецов и лекарей этого мира был раскрыт захватчиками, когда он в женском наряде решил облегчиться на дерево. Злодеи поняли, что это и есть Рексус, ударили его по голове и украли книгу. При дворе короля Форджа выяснилось, что хотя книга была правильной, она почему-то выглядела как руководство по лозоплетению. Оказалось, что Рексус заранее наложил на нее заклятие, чтобы враги не смогли прочитать Книгу Власти.
Рексус же после этих событий практически ничего не помнил. По его мнению, он бродил по миру, пока некая женщина не вручила ему своего младенца в обмен на книгу. Младенца звали Ром-что-то-там, поэтому Рексус назвал его Романом. Путешествуя по миру и встречая неодобрение местных жителей, Рексус со временем понял, что он действительно сплоховал, выдав себя и позволив врагу овладеть могучей книгой. Поэтому он решил скрыть своей имя. Он все реже покидал свою лачугу, поэтому Роману приходилось выживать одному.
Мальчишка познакомился с кротом Джонси, одним из последних выживших обитателей Скотланда, и они вместе стали преступниками. Развитие бандитских навыков завершилось, когда их поймали и посадили в тюрьму. Там парочка познакомилась с «дефектным» роботом Q1-11. Тот так любил чай, что постоянное его употребление привело к развитию у Q самосознания. Разумный робот напугал учёных, поэтому его посадили в ту же тюрьму. Так как Роман оказался единственным человеком, который относился к Q как к живому существу, ему удалось подружиться с дроидом и завоевать его вечную преданность.
Тюрьма не была рассчитана на кротов, поэтому два года усердного труда Джонси возымели успех: троица сбежала и стала самой отчаянной шайкой в мире. Про них говорили разное, но чаще всего — что у них львиные сердца. Со временем «Львиные Сердца» закрепилось за троицей на постоянной основе. Вернувшись однажды к лачуге Рексуса они увидели его письмо, в котором тот сообщает, что ушёл на заснеженный север. Банде нужна помощь Рексуса, потому что она задумала немыслимое: украсть у короля Форджа Книгу Власти. А лишь Рексус способен открыть ее истинное содержание.
Игра начинается со встречи троицы с магом в его убежище.

## Сюжет
Главный герой Роман — главарь шайки благородных разбойников «Львиные Сердца», которые ведут борьбу со злым королём. В этом ему помогают верные друзья — крот-сапёр Джонси, огромный боевой дроид Q1-11, и могущественный маг Рексус, страдающий от тяжёлой черепно-мозговой травмы.
В игре представлена 21 миссия.

## Геймплей
Каждые несколько уровней, игроку предстоит взрывать массивные волны врагов с помощью защитной турели. По сути это тир без особого разнообразия. Главная задача — не допустить прорыва внутрь защищаемого населенного пункта большего числа врагов, чем было указано при старте миссии.
Остальные же миссии представляют собой боевик от третьего лица, в котором игрок управляет Романом. В некоторых случаях его сопровождают два друга, в других — он бегает один, иногда находя ракетный ранец, позволяющий совершать перелеты. Враги как правило появляются бесконечно, однако на многих уровнях можно найти и уничтожить казармы, которые их производят. Новое оружие можно найти в тавернах, где так же восполняется здоровье отряда и происходит автоматическое сохранение. Как правило, цели миссий незамысловаты — пробежать из начала карты в ее конец, попутно что-то уничтожая. Иногда от нас требуется найти похищенных мирных жителей и развести их по домам. Одна из последних миссий предполагает оборону деревни, над которой летают дирижабли с вражеским десантом.
Armed & Dangerous может похвастаться тотальной разрушаемостью окружающего мира. Забавные голоса за кадром поддерживают стиль комедии, а грохочущие звуковые эффекты сильнее затягивают в игру. Игра выделяется на фоне конкурентов благодаря таким своим аспектам, как эклектичный саундтрек или эксцентричный юмор, который в современных реалиях индустрии стараются избегать (неоднозначные шутки про геев, однополые пары, инвалидов, женщин и т. п.).

## Разработка
Armed and Dangerous разработана той же студией, что ранее выпустила Giants: Citizen Kabuto- также юмористический боевик от третьего лица. Некоторые члены команды ранее работали над первой MDK и двумя первыми Earthworm Jim в составе Shiny. При определенной схожести с предшественницей и даже наличии отсылок к Giants, Armed and Dangerous обходится без элементов стратегии и гонок, в целом являясь куда более традиционной и относительно простой и прямолинейной игрой. Упрощение дизайна было сделано умышленно, так как по признанию Ника Брути, в Giants происходило слишком много всего, чтобы люди могли внятно объяснить своим друзьям что это за игра. А это, разумеется, большая проблема для маркетинга игры. Изначально игра про четырёх воров должна была стать стелс-экшеном, но в то время стелс становился все более массовым жанром и авторы решили отказаться от этой идеи. В качестве сеттинга был выбран мир, напоминающий Землю после Первой Мировой (хотя, например, автомат, доступный Роману, выглядит куда современнее). Визуальным ориентиром стал Тибет, однако по мере разработки уровней становилось всё больше и многие из них происходят в регионах, не имеющих ничего общего с Тибетом.
Изначально на разработку игры было выделено полтора года. Издатель рассматривал игру как AAA-проект, хотя Armed and Dangerous по многим параметрам весьма бюджетна: перед каждой миссией есть вступительный ролик, однако по итогам задания выводится лишь краткое сообщение о последствиях миссии; геометрия многих уровней весьма незамысловата и «угловата»; примерно четверть игры составляют крайне примитивные миссии типа «тир»; возможны ситуации, когда следующая миссия частично использует уровень предыдущей. Причем прохождение игры с учетом примерно часа катсцен занимает около 4-5 часов, что довольно скромно. По мере разработки авторам пришлось отказаться от части идей, например, от полётов на «Цепеллинах» или поездках на огромных роботах-коллосах. До середины 2003 года у игры не было нормального названия. Armed and Dangerous было предложением со стороны LucasArts.

## Продажи и наследие
Разработчики оценивали продажи версии для Xbox как «хорошие», версия же для PC «умерла страшной смертью вскоре после рождества», хотя именно на нее возлагались главные надежды студии. Несмотря на достаточно теплый прием игр студии, растущие затраты на производство и сроки разработки подтолкнули компанию к тому, что в 2004 году она объявила, что будет разрабатывать игры эксклюзивно для тогда еще не вышедшей портативной консоли Sony PSP, что по мнению разработчиков позволило бы снизить риски и затраты, а так же продолжать выпускать необычные, креативные игры для совершенно новой аудитории.
PC-версия работает на современных системах, однако может потребоваться использовать приложения для ограничения кадровой частоты игры, иначе всё будет происходить очень быстро. Xbox-версия попала в список обратной совместимости Xbox One и Xbox Series, на которых она прекрасно работает и выглядит практически как ремастер благодаря увеличению разрешения от 4 (Xbox One) до 16 (Xbox Series X) раз в сравнении с оригинальной Xbox. Сейчас игра недоступна для покупки в цифровом магазине Xbox и единственный способ поиграть в неё на консоли — использовать оригинальный диск.